# Nglarangan (Tretep)
Nglarangan is een bestuurslaag in het regentschap Temanggung van de provincie Midden-Java, Indonesië. Nglarangan telt 914 inwoners (volkstelling 2010).